# Riverain
Un riverain est une personne possédant des propriétés et/ou résidant à proximité d'un lieu, en particulier sur les rives d'un cours ou d'une étendue d'eau, ou près d'un domaine ou d'une construction, ou le long d'une voie de communication.
Parfois, certains droits ne sont accordés qu'aux riverains : par exemple, pour une rue, le droit de circuler ou de stationner.

## En sociologie
Selon le sociologue Éric Fassin, « le riverain n'est pas une catégorie sociologique. C'est une catégorie produite politiquement. » Par populisme, « la politique d'État se donne ainsi comme une simple réponse à la demande locale », et légitime l'existence a posteriori d'une catégorie des riverains.

## Activités
Les riverains se regroupent parfois en associations pour combattre des nuisances qu'ils ont en commun : par exemple, une pollution, notamment sonore, un trouble à l'ordre public, etc.